# Suarius ressli
Suarius ressli is een insect uit de familie van de gaasvliegen (Chrysopidae), die tot de orde netvleugeligen (Neuroptera) behoort. 
Suarius ressli is voor het eerst wetenschappelijk beschreven door Hölzel in 1974.